# Debit MasterCard
Debit MasterCard — дебетова картка, що є однією з основних банківських платіжних карток. Вона використовує ті самі системи, що і стандартна кредитна картка міжнародної платіжної системи MasterCard. На відміну від кредитної картки, Debit MasterCard не надає власнику кредитну лінію, а замість цього має прив'язку до грошових коштів клієнта банку, які він зберігає на своєму банківському рахунку.

## Поширення

### Велика Британія
В Великої Британії Debit MasterCard працюють нарівні з уже створеною схемою дебетових карток Maestro корпорації MasterCard.
До введення Debit MasterCard, тут функціонували лише дебетові картки Maestro, що надаються MasterCard, але які не приймаються так широко у всьому світі, як інші картки MasterCard. Система роботи картки Maestro все ще альтернативна картці Debit MasterCard та управляється компанією S2 Card Services Ltd., яка діє за ліцензією MasterCard.

### Австралія
В Австралії Debit MasterCard конкурує з картками Visa Debit, наданими VISA.
Debit MasterCard в Австралії вперше випущені банком Westpac у 2006 як альтернативна картка власникам карток Cirrus.
Commonwealth Bank і ME Bank примітні тим, що вони єдині банки в Австралії, що випускають Debit MasterCard до будь-якого рахунку особи віком від 16 років та старше, в той час як інші установи вимагають, щоб власники карток були віком 18 або більше років.

### Балтійські країни
Swedbank став пропонувати картки Debit MasterCard в Естонії з 2011, а в Латвії та Литві — з 2012.

### США
у США так само як у Великій Британії та Австралії картки Debit MasterCard доступні чотирьох рівнів: Standard, Gold, Platinum і World.